# Etsel

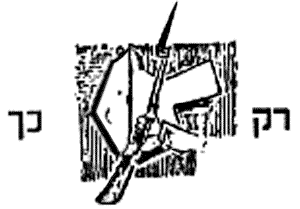
Irgun-embleem, waarbij het mandaatgebied Palestina inclusief Transjordanië werd opgeëist

De Etsel/Etzel (Hebreeuws: ארגון צבאי לאומי, acroniem voor Irgun Tzwa’i Le’umi - "Nationale militaire organisatie", ook wel afgekort als Irgoen/Irgun) was van 1931 tot 1948 de terreurorganisatie van de revisionistische zionisten in het Brits mandaatgebied Palestina. De Etsel splitste zich in 1931 af van de Haganah, onder leiding van de districtscommandant van Jeruzalem, Avraham Tehomi. Vanaf 1943 stond de Etsel onder leiding van de latere Israëlische premier Menachem Begin. Ze werkten veelal samen met de Lechi, een andere Joodse terroristische groep, die in 1940 was opgericht. Beide worden als terroristische organisaties aangemerkt.
De Etsel vocht tegen het, door hen als illegaal beschouwde, mandaat van de Britten in Palestina. Hun operatiemethode nam de vorm aan van terreuraanslagen en guerrilla-operaties. Daarom werd de organisatie door de Britten en ook door andere landen als terreurgroep aangeduid. De Etsel pleegde onder meer bomaanslagen met trucks en op militaire installaties, en op 22 juli 1946 de bomaanslag op het Koning Davidhotel, dat het Britse hoofdkwartier in Jeruzalem was. Bij deze aanslag kwamen 91 mensen om het leven. Hierdoor verloor de Etsel de steun van de meer gematigde Haganah. 
In april 1948 richtten de Etsel en de Lechi een bloedbad aan in het Palestijnse dorp Deir Yassin. Het totaal aantal slachtoffers wordt op minstens 110-120 inwoners geschat. 
Na de stichting van Israël in mei 1948 werd de Etsel ontbonden. De ontbinding viel samen met bloedige gevechten rond wapensmokkel tussen de Etsel en Israëlische strijdkrachten (onder leiding van Yitzhak Rabin, een latere premier). Premier David ben Goerion (1948-1954) liet de Altalena, een schip met wapens van de Etsel, bombarderen. De Etsel en Lechi integreerden in het Israëlisch defensieleger.
Twee latere premiers van Israël, Menachem Begin (1977-1983) en Yitzhak Shamir (1983-1984 en 1986-1992), waren lid van deze organisatie. Menachim Begin was vanaf 1943 de leider van de Etsel/Irgoen. Shamir was vanaf 1940 de leider van de Lechi.

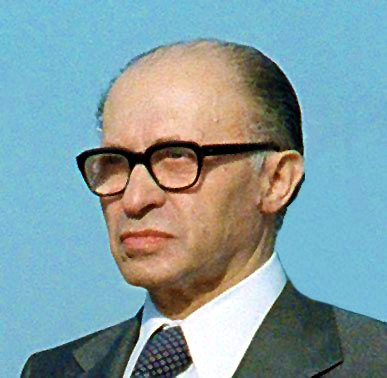
Menachem Begin

De latere vredesactivist Uri Avnery nam als lid van de Irgoen deel aan de Arabisch-Israëlische Oorlog van 1948.

## Commandanten van de Irgoen Tsvai Leoemi (voorheen Haganah Beth)
Hoogste Commandant 1937-1940: Ze'ev Jabotinski (door de Britten verbannen uit Palestina)
- 1931-1937: Avraham Techomi
- 1937: Robert Bitker
- 1937-1938: Moshe Rosenberg
- 1938-1941: David Raziël
- 1941-1943: Ya'akov Meridor
- 1943-1948: Menachem Begin